# خودنگاره (ال گرکو)
خودنگاره (به انگلیسی: Self-Portrait) یا پرتره یک پیرمرد (به انگلیسی: Portrait of an Old Man) یک اثر نقاشی با تکنیک رنگ روغن بر روی بوم نقاشی توسط ال گرکو است که به سال‌های ۱۵۹۵ تا ۱۶۰۰ برمی گردد و معمولاً به عنوان یک سلف پرتره شناخته می‌شود. این اثر تأثیر تیسین و تینتورتو را که بر ال گرکو در ونیز داشته، نشان می‌دهد. هم‌اکنون در موزه هنر متروپولیتن نیویورک قرار دارد. این اثر در موزه متروپولیتن در گالری ۹۵۸ مشاهده می‌شود.